# オバケのQ太郎 (石川進の曲)
「オバケのQ太郎」（オバケのキューたろう）は、TBSテレビ「不二家の時間」枠で放送された同名のアニメ『オバケのQ太郎』（第1作）の前期主題歌（タイトルチューン）として1965年に発売された石川進の楽曲である。作詞・東京ムービー企画部（現：トムス・エンタテインメント）、作曲・広瀬健次郎。
1966年に第8回日本レコード大賞童謡部門賞を受賞し、アニメソングとしては史上初めて日本レコード大賞で表彰された楽曲となった。

## 解説
藤子不二雄（藤子・F・不二雄、藤子不二雄Ⓐ）の漫画『オバケのQ太郎』を原作とするアニメ第1作の前期主題歌である。放送の最初期はエンディング曲を兼用していたが、1965年10月15日に朝日ソノラマからソノシート（M-24）が発売されたのに前後してB面収録の「ぼくとQちゃん」へエンディングが変更された。このソノシートでは、A面/B面の前半にそれぞれの楽曲、後半にドラマ「Qちゃん号に乗ってよ!」前/後編がそれぞれ収録されている。
歌唱者に石川進が起用されたのは作曲者の広瀬による推薦で、石川はこれ以降も『パーマン』の「ぼくらのパーマン」や『怪物くん』の「怪物くん音頭」（季節限定エンディング）、『ウメ星デンカ』の「ウメ星デンカがこんにちは」とTBS系藤子アニメで各作品の主演声優とのセットによる主題歌や挿入歌への起用が定番となった。
発売当時はオリコンチャート集計開始以前のため、製造元公称の参考値ながら日本コロムビア、ビクター音楽産業、テイチク他各社から発売されたレコードは合計で100万枚以上を販売するミリオンセラーを達成したとされる。コロムビアでは1966年5月発売のシングル盤で後期主題歌となった「オバQ音頭」（SCS-4）のB面に「オバケのQ太郎」を収録しており、これとは別に挿入歌「オバQマーチ/オバケのP子」のシングル（SCS-10）を発売した。
そして1966年12月に行われた第8回日本レコード大賞の審査では山本直純作曲の「音のシンフォニー」（16票）と接戦を繰り広げて21票を獲得し、童謡部門賞を受賞。日本レコード大賞において、アニメソングの受賞は史上初の快挙であった。なお山本は5年後の1971年に日本テレビで放送されたカラーリメイク『新オバケのQ太郎』主題歌で、本曲と同名異曲の「オバケのQ太郎」を作曲している。
長田暁二によると、この曲は当初、TBS系の音楽出版社である日本音楽出版社の近藤武部長（当時）から、当時キングレコードでディレクターをしていた長田のもとに持ち込まれたが、営業部長がテープを聴いて激昂したという。
この他、1966年2月20日に発売されたソノシート第3巻（M-36）に、本曲を行進曲にアレンジしたイメージソング『オバケのQ太郎マーチ』（歌 - チビッコエイト、ヤング・フレッシュ）を、『ぼくとQちゃん』（歌 - 田上和枝）と共に収録。本曲は3番までだが、『Q太郎マーチ』は4番構成とし、3番は口笛と拍手入りのインストルメンタルになっている。なお同年11月には『オバQマーチ』を発売したが、これは『Q太郎マーチ』とは全く別のオリジナル曲。

## B面曲
製造元によりB面曲に相違がある。

### ぼくとQちゃん
「ぼくとQちゃん」は朝日ソノラマの「オバケのQ太郎」ソノシート（M-24）B面に収録された楽曲で、発売後にはアニメの2代目エンディング曲となった（ジャケットでは「サブテーマ」と記述）。「オバケのQ太郎」はステレオ音源が現存するのに対し、本曲の音源はモノラル収録のみであり後年のCD収録時にはその旨が注釈されている。
- 作詞 - 遠藤隆智
- 作曲 - 広瀬健次郎
- うた - 吉田亜矢

### オバQかぞえ歌
「オバQかぞえ歌」は挿入歌で、1966年3月にテイチクから発売された「オバケのQ太郎」シングル盤（KK-312）のB面に収録された。
- 作詞 - 東京ムービー企画部
- 作曲 - 広瀬健次郎
- うた - 曽我町子（Q太郎役）

## カバー
1983年にキティから発売されたジ・アニメルズのシングル「アニメドレー 臨時増刊号」（7DS-0055）収録のメドレー曲「あぁ懐しのヒーロー物語」の1曲として「オバケのQ太郎」がカバーされている。編曲は五代孝。

## 収録アルバム
アルバムへの初収録は1967年にキングレコードから発売されたLP盤『わんぱく〈テレビ映画〉マンガ大行進』（SKK(H)349）B面のトラック2で、同じレコードのトラック5には「世界の国からこんにちは」のキング盤（BS-600）B面曲「オバQ万博へ行く」が収録されている。
CD収録は多数で、2000年代以降の主要なものではいずれもコロムビア発売の『石川進 アニソンコレクション』（COCX-34601）トラック1に「オバケのQ太郎」、また『藤子・F・不二雄 生誕80周年 藤子・F・不二雄大全集』（COCX-38881〜38885）ディスク1のトラック2に「オバケのQ太郎」、トラック6に「ぼくとQちゃん」が収録されている。